# Campeonato Mundial de Halterofilismo de 2015 - Até 69 kg feminino
A categoria até 69 kg feminino foi um evento do Campeonato Mundial de Halterofilismo de 2015, disputado no Centro de Convenções George R. Brown, em Houston, nos Estados Unidos, entre 24 a 26 de novembro de 2015. 

## Calendário
Horário local (UTC-6) 
| Dia            | Horário | Fase    |
| -------------- | ------- | ------- |
| 24 de novembro | 21:25   | Grupo D |
| 25 de novembro | 09:00   | Grupo C |
| 25 de novembro | 19:25   | Grupo B |
| 26 de novembro | 15:25   | Grupo A |

## Medalhistas
| Evento    | Ouro               | Ouro   | Prata                    | Prata  | Bronze                   | Bronze |
| --------- | ------------------ | ------ | ------------------------ | ------ | ------------------------ | ------ |
| Arranque  | Xiang Yanmei (CHN) | 120 kg | Anastasia Romanova (RUS) | 116 kg | Zhazira Zhapparkul (KAZ) | 116 kg |
| Arremesso | Xiang Yanmei (CHN) | 143 kg | Zhazira Zhapparkul (KAZ) | 140 kg | Anastasia Romanova (RUS) | 137 kg |
| Total     | Xiang Yanmei (CHN) | 263 kg | Zhazira Zhapparkul (KAZ) | 256 kg | Anastasia Romanova (RUS) | 253 kg |

## Recordes
Antes desta competição, o recorde mundial da prova era o seguinte:
| Recorde         | Tipo      | Atleta               | Peso   | Local         | Data                   |
| Recorde Mundial | Arranque  | Oxana Slivenko (RUS) | 123 kg | Santo Domingo | 4 de outubro de 2006   |
| Recorde Mundial | Arremesso | Zarema Kasaeva (RUS) | 157 kg | Doha          | 13 de novembro de 2005 |
| Recorde Mundial | Total     | Oxana Slivenko (RUS) | 276 kg | Chiang Mai    | 24 de setembro de 2007 |

## Resultado
Os resultados foram os seguintes. 
| Pos.              | Atleta                             | Grupo | Peso  | Arranque (kg) | Arranque (kg) | Arranque (kg) | Arranque (kg)     | Arremesso (kg) | Arremesso (kg) | Arremesso (kg) | Arremesso (kg)    | Total |
| Pos.              | Atleta                             | Grupo | Peso  | 1             | 2             | 3             | Resultado         | 1              | 2              | 3              | Resultado         | Total |
| ----------------- | ---------------------------------- | ----- | ----- | ------------- | ------------- | ------------- | ----------------- | -------------- | -------------- | -------------- | ----------------- | ----- |
| Medalha de ouro   | Xiang Yanmei (CHN)                 | A     | 69.00 | 117           | 120           | 123           | Medalha de ouro   | 143            | 148            | 148            | Medalha de ouro   | 263   |
| Medalha de prata  | Zhazira Zhapparkul (KAZ)           | A     | 68.98 | 112           | 116           | 120           | Medalha de bronze | 140            | 140            | 147            | Medalha de prata  | 256   |
| Medalha de bronze | Anastasia Romanova (RUS)           | A     | 68.60 | 112           | 116           | 118           | Medalha de prata  | 135            | 137            | 139            | Medalha de bronze | 253   |
| 4                 | Sara Ahmed (EGY)                   | A     | 68.08 | 105           | 110           | 112           | 5                 | 135            | 138            | 138            | 5                 | 245   |
| 5                 | Dzina Sazanavets (BLR)             | A     | 68.79 | 105           | 110           | 115           | 6                 | 126            | 131            | 134            | 6                 | 244   |
| 6                 | Mönkhjantsangiin Ankhtsetseg (MGL) | A     | 67.95 | 110           | 116           | 116           | 4                 | 133            | 137            | 139            | 8                 | 243   |
| 7                 | Maryna Shkermankova (BLR)          | A     | 67.93 | 103           | 108           | 111           | 7                 | 128            | 133            | 138            | 7                 | 241   |
| 8                 | Maiya Maneza (KAZ)                 | A     | 66.23 | 100           | 105           | 107           | 14                | 130            | 135            | 140            | 4                 | 235   |
| 9                 | Manzurakhon Mamasalieva (UZB)      | B     | 68.64 | 96            | 99            | 102           | 12                | 126            | 131            | 135            | 9                 | 233   |
| 10                | Neisi Dajomes (ECU)                | C     | 68.72 | 98            | 102           | 103           | 9                 | 125            | 130            | 132            | 10                | 233   |
| 11                | Anastassiya Ibrahimli (AZE)        | B     | 68.73 | 100           | 100           | 105           | 17                | 120            | 127            | 130            | 11                | 230   |
| 12                | Nazik Avdalyan (ARM)               | B     | 68.75 | 100           | 100           | 105           | 8                 | 125            | 129            | 129            | 16                | 230   |
| 13                | Ruth Kasirye (NOR)                 | B     | 68.81 | 101           | 101           | 103           | 11                | 123            | 126            | 131            | 14                | 229   |
| 14                | Mattie Rogers (USA)                | B     | 67.33 | 97            | 100           | 102           | 15                | 120            | 123            | 126            | 12                | 226   |
| 15                | Sheila Ramos (ESP)                 | C     | 68.97 | 95            | 100           | 102           | 13                | 115            | 120            | 124            | 18                | 226   |
| 16                | Anacarmen Torres (MEX)             | B     | 67.52 | 98            | 101           | 101           | 21                | 124            | 124            | 126            | 13                | 224   |
| 17                | Florina Hulpan (ROU)               | B     | 67.64 | 96            | 96            | 99            | 18                | 120            | 125            | 127            | 15                | 224   |
| 18                | Carita Thorén (SWE)                | B     | 68.26 | 97            | 100           | 102           | 16                | 118            | 122            | 122            | 20                | 222   |
| 19                | Aremi Fuentes (MEX)                | C     | 68.41 | 97            | 97            | 99            | 19                | 123            | 123            | 127            | 19                | 222   |
| 20                | Marie-Ève Beauchemin-Nadeau (CAN)  | C     | 68.97 | 93            | 97            | 100           | 23                | 121            | 124            | 126            | 17                | 221   |
| 21                | Patrycja Piechowiak (POL)          | B     | 68.99 | 94            | 98            | 99            | 20                | 118            | 122            | 122            | 21                | 221   |
| 22                | Mariya Khlyan (UKR)                | C     | 68.91 | 95            | 99            | 99            | 27                | 117            | 123            | 123            | 23                | 212   |
| 23                | Dayana Chirinos (VEN)              | C     | 68.76 | 92            | 94            | 94            | 28                | 113            | 115            | 117            | 22                | 211   |
| 24                | Marie-Josée Arès-Pilon (CAN)       | D     | 67.85 | 93            | 95            | 97            | 25                | 111            | 114            | 116            | 26                | 209   |
| 25                | Mandy Treutlein (GER)              | C     | 67.89 | 93            | 93            | 95            | 26                | 109            | 112            | 115            | 29                | 207   |
| 26                | Assiya İpek (TUR)                  | D     | 68.14 | 89            | 92            | 94            | 30                | 110            | 113            | 115            | 24                | 207   |
| 27                | Diah Ayu Permatasari (INA)         | C     | 67.61 | 93            | 96            | 96            | 24                | 109            | 113            | 113            | 31                | 205   |
| 28                | Maria Grazia Alemanno (ITA)        | D     | 68.25 | 89            | 91            | 93            | 29                | 110            | 112            | 115            | 30                | 205   |
| 29                | Emily Godley (GBR)                 | C     | 65.62 | 90            | 93            | 94            | 32                | 114            | 118            | 119            | 25                | 204   |
| 30                | Sarah Davies (GBR)                 | C     | 65.17 | 86            | 89            | 91            | 34                | 113            | 113            | 117            | 27                | 202   |
| 31                | Aslıhan Ceyhan (TUR)               | C     | 68.47 | 87            | 89            | 91            | 36                | 110            | 113            | 115            | 28                | 202   |
| 32                | Kiana Elliott (AUS)                | D     | 66.41 | 85            | 85            | 89            | 35                | 103            | 107            | 111            | 33                | 196   |
| 33                | Anníe Mist Þórisdóttir (ISL)       | D     | 68.05 | 78            | 84            | 88            | 37                | 100            | 105            | 108            | 32                | 196   |
| 34                | Andrea Miller (NZL)                | D     | 68.72 | 87            | 87            | 90            | 33                | 106            | 110            | 110            | 35                | 196   |
| 35                | Apolonia Vaivai (FIJ)              | D     | 68.88 | 85            | 88            | 91            | 31                | 105            | 110            | 110            | 37                | 196   |
| 36                | Lenka Kenisová (CZE)               | D     | 67.82 | 85            | 85            | 87            | 38                | 106            | 108            | 109            | 34                | 191   |
| 37                | Katrín Davíðsdóttir (ISL)          | D     | 68.68 | 78            | 84            | 87            | 39                | 90             | 94             | 98             | 39                | 178   |
| 38                | Karina Hauge (DEN)                 | D     | 68.33 | 74            | 77            | 79            | 40                | 95             | 99             | 101            | 38                | 176   |
| —                 | Ghada Hassine (TUN)                | B     | 68.76 | 101           | 101           | 103           | 10                | 122            | 122            | 122            | —                 | —     |
| —                 | Hung Wan-ting (TPE)                | B     | 68.90 | 98            | 101           | 101           | 22                | 124            | 124            | 124            | —                 | —     |
| —                 | Anni Vuohijoki (FIN)               | D     | 67.43 | 86            | 87            | 89            | —                 | 105            | 111            | 111            | 36                | —     |
| DSQ               | Olga Afanasieva (RUS)              | A     | 68.34 | 110           | 115           | 115           | —                 | 136            | 136            | 136            | —                 | —     |
| DSQ               | Ryo Un-hui (PRK)                   | A     | 68.48 | 111           | 111           | 116           | —                 | 135            | 138            | 138            | —                 | —     |